# Илиас Кириакидис
Илиас Кириакидис (на гръцки: Ηλίας Κυριακίδης, роден на 5 август 1985 година в Атина) е гръцки професионален футболист, полузащитник, състезател на българският гранд ПФК ЦСКА (София).
Състезавал се е също така за гръцките елитни тимове – ФК Йоникос, АЕК Атина, АЕЛ 1964 Лариса и ФК Ерготелис. През лятото на 2012 г. преминава в българския тим на Локомотив 1936 (Пловдив), но след оттеглянето на собственика на отбора Коко Динев преминава в тима на ЦСКА (София).
Прави дебют с червената фланелка на 30 септември 2012 година, срещу отбора на ПФК Етър (Велико Търново), влизайки като резерва на мястото на Тодор Янчев.